# R. c. Parks
R. c. Parks est un arrêt de principe de la Cour suprême du Canada rendu en 1992 sur la défense d'automatisme en droit pénal. 

## Les faits
Tôt le matin du 24 mai 1987, Kenneth Parks a parcouru 20 kilomètres de Pickering (Ontario) jusqu'à la maison de sa belle-famille à Scarborough (Ontario). Il est entré dans leur maison avec une clé qu'ils lui avaient précédemment donnée et a utilisé un démonte-pneu pour matraquer sa belle-mère à mort. Il s'est ensuite retourné contre son beau-père, tentant en vain de l'étouffer à mort. Parks est remonté dans sa voiture et, bien qu'il soit couvert de sang, s'est rendu directement à un poste de police voisin et a avoué les faits en se rendant, en déclarant : « Je pense que je viens de tuer deux personnes ».

## Le procès
Au procès, Parks a soutenu qu'il était en état d'automatisme et qu'il n'était pas criminellement responsable. Pour sa défense, un médecin a témoigné sur son état mental au moment du meurtre. D'après le témoignage du médecin, il a été déterminé que l'accusé était somnambule au moment de l'incident et qu'il souffrait d'un trouble du sommeil plutôt que d'une maladie neurologique, psychiatrique ou autre. Cinq experts neurologiques ont également confirmé qu'il était somnambule au moment de l'incident. Le jury a acquitté Parks.

## Question en litige
La question dont était saisie la Cour  était de savoir si la maladie du somnambulisme pouvait être catégorisée comme un automatisme sans maladie mentale ou si elle devait être classée comme une maladie mentale (c'est-à-dire un automatisme avec maladie mentale) menant à un verdict de non-responsabilité criminelle pour troubles mentaux.  Cette distinction est une question de droit et elle est décidée par un juge.

## Jugement de la Cour suprême
La Cour suprême  a  rejeté le pourvoi du ministère public et a confirmé l'acquittement de Parks. 

## Motifs du jugement
L'acquittement est maintenu au motif que preuve présentait un doute raisonnable que Parks avait agi volontairement. Le juge en chef Antonio Lamer a conclu que le juge du procès avait raison dans son analyse de la preuve et dans sa décision de ne pas qualifier le somnambulisme de trouble mental.
Le juge Gérard La Forest, écrivant pour les juges Claire L'Heureux-Dubé et Charles Gonthier, était d'accord avec Lamer au sujet de la qualification de la preuve, mais il s'est surtout penché sur le caractère d'ordre public de ce moyen de défense. La Forest a souligné que la défense fondée sur les troubles mentaux prévoit une exception pénale qui doit être mise en balance avec l'intérêt collectif de la sécurité publique. 
L'applicabilité de la défense doit se concentrer sur la probabilité de récurrence. Pour qu'une personne soit exonérée de responsabilité pénale en vertu de la défense fondée sur les troubles mentaux, elle doit constituer un « danger continu » pour le public et la maladie doit provenir d'une « cause interne » qui découle de l'état émotionnel ou psychologique de l'accusé.